# Stampede (album des Doobie Brothers)
Albums de The Doobie Brothers
What Were Once Vices Are Now Habits
(1974) Takin' It to the Streets
(1976)
Singles
1. Take Me in Your Arms (Rock Me)
Sortie : 23 avril 1975
2. Sweet Maxine
Sortie : 8 juillet 1975
3. I Cheat the Hangman
Sortie : 12 novembre 1975

Stampede  est le cinquième album studio du groupe américain The Doobie Brothers, sorti le 25 avril 1975 sous le label Warner Bros. Records. C'était le dernier album du groupe avant que Michael McDonald ne remplace Tom Johnston en tant qu'auteur-compositeur et chanteur principal.
L'album a atteint la 4e place du hit-parade américain Billboard 200. Il a été certifié disque d'or par la RIAA.

## Enregistrement et contenu
Stampede a montré le groupe se diversifier plus que jamais sur les éléments de leur son, combinant des éléments de leur ancien son ainsi que de la musique country-rock, funk et folk. De nombreux musiciens invités ont contribué à l'album dont Maria Muldaur, Ry Cooder et Curtis Mayfield.
C'était le premier album mettant en vedette Jeff "Skunk" Baxter en tant que membre à part entière du groupe, bien qu'il soit absent de la photo de pochette de l'album. Il avait déjà joué sur quelques chansons en tant qu'invité sur les deux albums précédents et avait tourné avec le groupe auparavant.
Le premier single et le plus réussi de l'album est Take Me in Your Arms (Rock Me), sorti le 23 avril 1975, une reprise d'un titre classique de Motown écrit par le trio renommé de compositeurs Holland-Dozier-Holland. Le single suivant, sorti le 8 juillet 1975, était Sweet Maxine, qui ressemblait davantage aux succès précédents des Doobie Brothers en termes de style. « Pat [Simmons] a composé la musique et j'ai écrit les paroles », se souvient Tom Johnston. « Et Billy Payne (en) a beaucoup à voir avec le son de la chanson, à cause de son incroyable jeu au clavier ». La piste a calé à la 40e place du classement Billboard Hot 100.
Le troisième et dernier single est I Cheat the Hangman, écrit par Patrick Simmons et sorti le 12 novembre 1975. C'est une sombre ballade inspirée de l'histoire Ce qui se passa sur le pont de Owl Creek d'Ambrose Bierce. « Il s'agit d'un fantôme rentrant chez lui après la guerre civile et ne réalisant pas qu'il est mort », a déclaré Simmons à propos de la chanson. La version album de la chanson est une composition de style rock progressif se terminant par un collage de cordes, de cuivres et de synthétiseurs conçus pour ressembler à des gémissements fantomatiques. « Nous avions coupé le morceau, et nous nous sommes penchés sur la façon de développer la fin - j'ai pensé aux synthétiseurs et aux solos de guitare. Ted [Templeman] a commencé à y penser, et il l'a passé devant [l'arrangeur] Nick DeCaro pour quelques idées d'orchestration. Une nuit sur le mont Chauve de Moussorgski a vraiment inspiré la sauvagerie des cordes, et Nick a inventé le choral à la fin ». I Cheat the Hangman n'atteindra que la 60e place des classements musicaux,. Le magazine Cash Box a déclaré que c'était un « morceau assez long contrairement à tout autre single précédent de ce super-groupe » et « une ballade discrète portée par une seule voix mélodique contre un jeu de guitare fluide qui se transforme en une belle harmonie vocale du groupe, qui se transformera bientôt en une orchestration soutenue tenant un accord de puissance de balayage sous lequel une improvisation de jazz se poursuit ».
Neal's Fandango a été inspiré par les monts Santa Cruz et est un hommage à Neal Cassady, chauffeur de bus Merry Prankster et ancien acolyte de Jack Kérouac dans Sur la route. Il a été joué occasionnellement sur la station de rock classique de la région de la baie de San Francisco KFOX (en) en raison des racines de la South Bay des Doobie Brothers.

## Liste des titres
| 1. | Sweet Maxine         | Tom Johnston, Patrick Simmons | 4:26 |
| 2. | Neal's Fandango      | Simmons                       | 3:20 |
| 3. | Texas Lullaby        | Johnston                      | 5:00 |
| 4. | Music Man            | Johnston                      | 3:34 |
| 5. | Slack Key Soquel Rag | Simmons                       | 1:54 |

| 6.  | Take Me in Your Arms (Rock Me a Little While) | Holland–Dozier–Holland | 3:39 |
| 7.  | I Cheat the Hangman                           | Simmons                | 6:38 |
| 8.  | Précis                                        | Jeff Baxter            | 0:56 |
| 9.  | Rainy Day Crossroad Blues                     | Johnston               | 3:45 |
| 10. | I Been Workin' on You                         | Johnston               | 4:22 |
| 11. | Double Dealin' Four Flusher                   | Simmons                | 3:30 |

## Crédits
The Doobie Brothers
- Tom Johnston – guitares, chant et chœurs
- Patrick Simmons – guitares, chant et chœurs
- Jeff "Skunk" Baxter – guitares, guitare pedal steel
- Tiran Porter (en) – basse, chœurs
- John Hartman (en) – batterie, percussions
- Keith Knudsen – batterie, percussions, chœurs, chant (11)

Musiciens additionnels
- Bill Payne (en) – piano (1, 2, 3, 6, 7, 11), orgue (4, 10) piano électrique (11), claviers
- Ry Cooder – Guitare slide (9)
- Karl Himmel – batterie et percussion (10)
- Bobbye Hall Porter (en) – congas (6)
- Victor Feldman – marimba, percussion
- Conte Candoli, Pete Candoli – trompettes (7)
- Harry Bluestone – premier violon (9)
- Maria Muldaur – chœurs (7)
- Sherlie Matthews, Venetta Fields, Jessica Smith – chœurs (6, 10)
- Nick DeCaro – arrangements des cordes (4, 7, 9)
- Paul Riser – arrangements des cordes (6), arrangements des cuivres (1, 11)
- Curtis Mayfield – arrangements des cordes et cuivres (4)
- Richard Tufo – orchestration (4)

Production
- Producteur : Ted Templeman
- Coordination de production : Benita Brazier, The Doobie Brothers
- Ingénieurs du son : Donn Landee, Travis Turk
- Conception : Barbara Casado, John Casado
- Photographie : Jill Maggid, Michael Maggid

## Classements et certifications
| Classement (1975–76)          | Meilleure position |
| ----------------------------- | ------------------ |
| Australie (Kent Music Report) | 6                  |
| Canada (RPM)                  | 5                  |
| États-Unis (Billboard 200)    | 4                  |
| France (SNEPA)                | 15                 |
| Nouvelle-Zélande (RIANZ)      | 5                  |
| Pays-Bas (Mega Album Top 100) | 11                 |
| Royaume-Uni (UK Albums Chart) | 14                 |

| Classement (1975)          | Position |
| -------------------------- | -------- |
| Canada (RPM)               | 34       |
| États-Unis (Billboard 200) | 60       |

### Certifications
| Région                                                                  | Certification | Ventes/Streams |
| ----------------------------------------------------------------------- | ------------- | -------------- |
| Australie (ARIA)                                                        | Or            | 20 000^        |
| États-Unis (RIAA)                                                       | Or            | 500 000^       |
| Royaume-Uni (BPI)                                                       | Argent        | 60 000^        |
| ^Mise en rayon selon la certification xNon précisé par la certification |               |                |